# 오지환
오지환(吳智煥, 1990년 3월 12일~)은 KBO 리그 LG 트윈스의 내야수이다. 그의 사촌 동생은 KBO 리그 KIA 타이거즈의 내야수인 오정환이다.

## 아마추어 시절
고등학교 2학년 때까지 우타자였으나 3학년 때 스위치 히터로 전향을 시도했다. 2008년 에드먼턴 세계 청소년 선수권 대회에서 안치홍, 박건우, 허경민, 정수빈과 함께 출전해 4번 타자 겸 주장을 맡아 팀을 우승으로 이끌었다. 고등학교 3학년 때는 투타 겸업을 하며 맹활약했고, LG 트윈스의 1차 지명을 받았다.

## LG 트윈스시절
아마추어 시절 투타를 겸업했지만 팀에서는 그를 유격수로 키우기로 결정해 2009년 시즌의 거의 대부분을 2군에서 보냈다. 2010년 시즌 삼성 라이온즈와의 개막전 주전 유격수로 출전해 첫 타석부터 윤성환을 상대로 3점 홈런을 쳐 냈다.
2016년에 잠실을 홈 구장으로 쓰는 유격수 중 최초로 20홈런을 달성했다.
2017년에 경찰 야구단에 지원했지만 문신 때문에 탈락했다. 2018년 자카르타 아시안게임 국가 대표로 선출됐다.
2019년 시즌 후 FA 자격을 취득해 4년 총액 40억원에 잔류했다.
2022년에는 잠실을 홈구장으로 쓰는 유격수 중 최초로 20-20클럽을 달성했다.
2023년 한국시리즈에서 2~4차전에서 3경기 연속 홈런을 기록했다. 한국시리즈 후 기자단 투표 93표 중 80표로 한국시리즈 MVP로 선정됐다. 이는 역대 LG 타자 최초의 한국시리즈 MVP 기록이다.

## 수상
- 2018년 아시안게임 금메달

## 배우자
- '김영은'(2019년~)

## 출신 학교
- 군산초등학교
- 자양중학교
- 경기고등학교
- 경희대학교

## 통산 기록
| 연도 | 팀명   | 타율  | 경기 | 타수 | 득점 | 안타 | 2루타 | 3루타 | 홈런 | 루타 | 타점 | 도루 | 도실 | 볼넷 | 사구 | 삼진 | 병살 | 실책 |
| ---- | ------ | ----- | ---- | ---- | ---- | ---- | ----- | ----- | ---- | ---- | ---- | ---- | ---- | ---- | ---- | ---- | ---- | ---- |
| 2009 | LG     | 0.111 | 5    | 9    | 1    | 1    | 0     | 0     | 0    | 1    | 1    | 0    | 0    | 1    | 0    | 5    | 0    | 1    |
| 2010 | LG     | 0.241 | 125  | 352  | 59   | 85   | 13    | 6     | 13   | 149  | 61   | 13   | 2    | 44   | 7    | 137  | 1    | 27   |
| 2011 | LG     | 0.212 | 63   | 156  | 17   | 33   | 7     | 0     | 2    | 46   | 15   | 5    | 2    | 19   | 1    | 57   | 2    | 10   |
| 2012 | LG     | 0.249 | 133  | 462  | 66   | 115  | 22    | 2     | 12   | 177  | 53   | 23   | 14   | 55   | 6    | 122  | 6    | 5    |
| 2013 | LG     | 0.256 | 124  | 441  | 81   | 113  | 20    | 8     | 9    | 176  | 47   | 30   | 7    | 54   | 9    | 113  | 7    | 20   |
| 2014 | LG     | 0.262 | 113  | 397  | 72   | 104  | 20    | 8     | 8    | 164  | 56   | 28   | 12   | 51   | 7    | 102  | 8    | 20   |
| 2015 | LG     | 0.278 | 138  | 497  | 76   | 138  | 41    | 4     | 11   | 220  | 56   | 25   | 10   | 59   | 4    | 121  | 2    | 15   |
| 2016 | LG     | 0.280 | 121  | 393  | 73   | 110  | 14    | 5     | 20   | 194  | 78   | 17   | 9    | 65   | 7    | 97   | 7    | 17   |
| 2017 | LG     | 0.272 | 92   | 300  | 43   | 85   | 13    | 4     | 8    | 136  | 37   | 10   | 5    | 45   | 5    | 105  | 8    | 11   |
| 2018 | LG     | 0.278 | 144  | 533  | 93   | 148  | 26    | 2     | 11   | 211  | 71   | 10   | 5    | 59   | 7    | 146  | 6    | 24   |
| 2019 | LG     | 0.252 | 134  | 473  | 63   | 119  | 23    | 5     | 9    | 179  | 53   | 27   | 5    | 57   | 7    | 113  | 7    | 12   |
| 2020 | LG     | 0.300 | 141  | 591  | 95   | 158  | 41    | 7     | 10   | 243  | 71   | 20   | 8    | 45   | 9    | 116  | 4    | 15   |
| 2021 | LG     | 0.254 | 134  | 532  | 62   | 62   | 19    | 19    | 8    | 165  | 57   | 12   | 12   | 54   | 5    | 82   | 11   | 13   |
| 2022 | LG     | 0.269 | 142  | 494  | 75   | 133  | 16    | 4     | 25   | 232  | 87   | 20   | 20   | 62   | 7    | 11   | 16   |      |
| 통산 | 14시즌 | 0.265 | 1624 | 5532 | 5038 | 880  | 1466  | 57    | 146  | 2293 | 745  | 240  | 111  | 670  | 81   | 1423 | 70   | 206  |

- 빨간 글씨는 한국 프로야구 역사상 최고 기록
- 굵은 글씨는 해당 시즌 최고 기록